# Nationalité béninoise

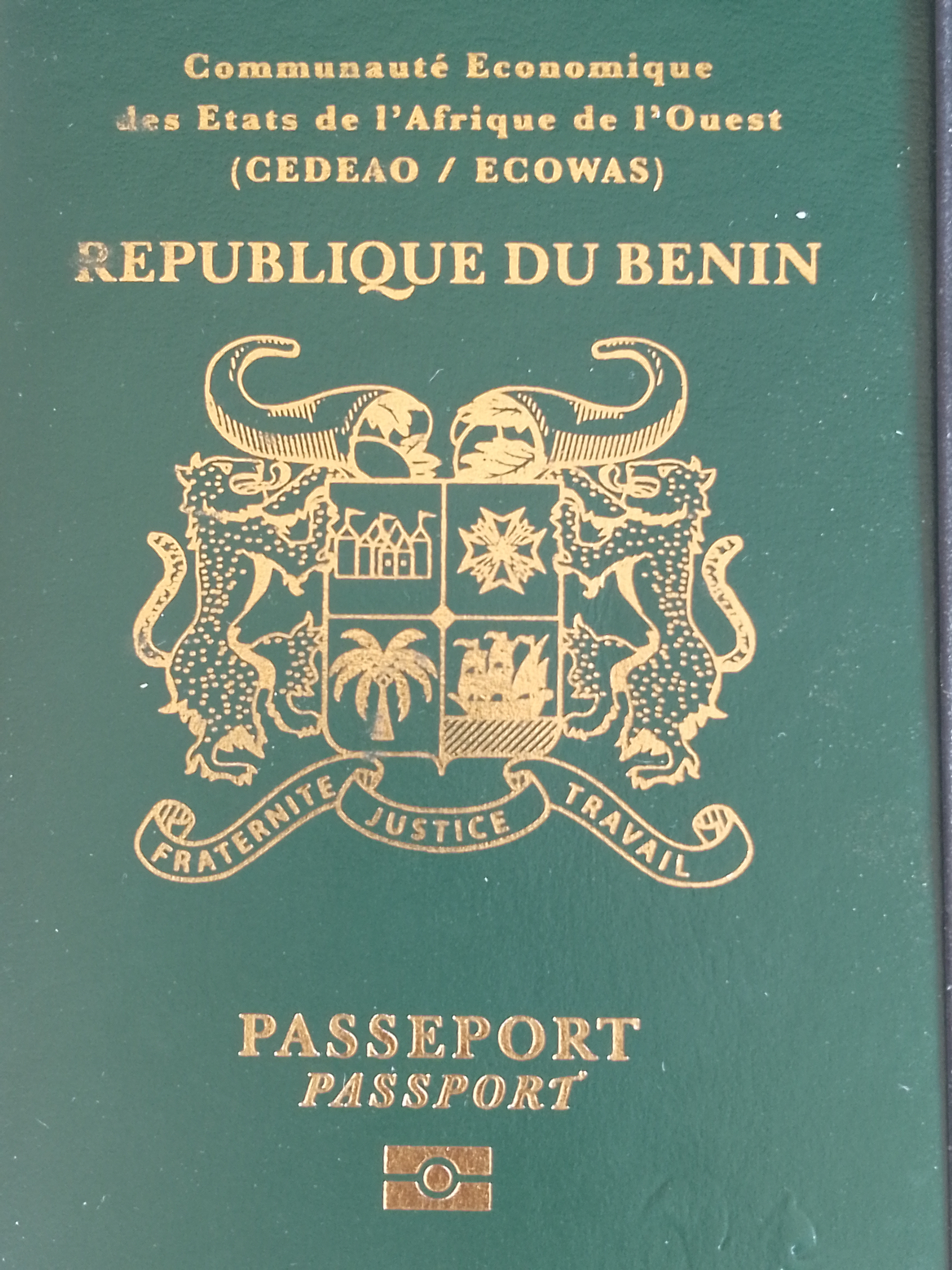
Passeport béninois

La nationalité béninoise est le lien juridico-politique qui rattache une personne physique à l'Etat béninois. Les ayants droit sont régis par des textes législatifs dont le code de la nationalité et la constitution béninoise. Elle confère à son détenteur tous les droits et obligations y afférents à l'exception des droits politiques et l’accès à la Fonction publique béninoise qui nécessitent particulièrement la citoyenneté.
En juillet 2024, les députés béninois votent une loi pour reconnaître la nationalité béninoise aux Afro-descendants. Le Bénin admet un cumul de nationalité contrairement à certains pays européens (les Pays-Bas, l'Autriche et l'Estonie), la Chine, le Japon, l'Inde, l'Iran et Cuba.

## Réglementation
La nationalité est d'office acquise par tout enfant né au Bénin, selon les textes législatifs en vigueur au Bénin. Elle est aussi obtenue par filiation, par mariage (avec un conjoint béninois) ou par déclaration de nationalité. Excepté ces cas, toute autre personne peut demander la nationalité béninoise par naturalisation.
Le 20 décembre 2022, le président Patrice Talon promulgue, par exemple, la loi N°2022-32 du 20 décembre 2022 portant code de la nationalité béninoise,,. L'acquisition de la nationalité béninoise suit, en effet, une procédure juridico-normative relevant des compétences de la chancellerie béninoise. Selon l'article 1er de ce code, la naturalisation est « l'octroi discrétionnaire par les autorités béninoises de la nationalité à un étranger qui en fait la demande ». Elle peut se faire par adoption, déclaration ou mariage (cas d’un étranger),,selon les critères juridiques dont la justification d’une résidence principale au Bénin pendant les 5 dernières années précédant la demande est requise.